# キッズプラザ大阪
キッズプラザ大阪（キッズプラザおおさか）は、大阪府大阪市北区扇町二丁目に所在する、関西テレビ放送が本社を置く「カンテレ扇町スクエア」の低層部に入るチルドレンズ・ミュージアム、児童館、科学館。本項では入居するカンテレ扇町スクエアについても記載する。

## 概要

### 扇町キッズパークとしてオープン
1993年（平成5年）4月、大阪市が扇町公園近くの大阪市立工業研究所跡地に、計画した児童文化情報センターのコンペで、児童がテレビ番組を自主制作できるスタジオを備えるという住友信託銀行の案が優秀作に選ばれた。コンペは市有地の土地信託事業としてアイデアを募ったもので、同行を中心に「大阪市北区扇町開発土地信託事業」として、翌年12月に着工、1997年（平成9年）3月に竣工した。
扇町キッズパークは、こども施設の「キッズプラザ大阪」、飲食施設などの「キッズモール」、およびメディア施設の「関西テレビ」からなる複数の機能を内包する一体的複合施設としてオープン。約7割は関西テレビが使用し、1997年10月1日、同社は本社機能を北区西天満6丁目の旧本社から移した。

### カンテレ扇町スクエアに
2008年（平成20年）8月5日、土地信託事業からの撤退を進めていた大阪市は、住友信託銀行を通じ交渉を重ねた結果、テナントの関西テレビが扇町キッズパークを216億円で購入すると正式に発表した。
2013年（平成25年）11月1日、関西テレビは開局55周年記念事業の一環として、本社ビル1階の吹き抜け空間を番組収録ができるように改装オープンし、併せて、ビルの名称を「関テレ扇町スクエア」に改めた。2015年3月30日、CI導入により表記を「カンテレ扇町スクエア」とした。

## 外観
扇町地区の核となり、大阪の新しいランドマークとなるシンボル性の高いデザイン、さらにこども施設と放送メディア施設が複合した情報発信基地としてふさわしいデザインを目指して外観デザインが決定されている。2つの施設の複合をPC板とガラスの2層構造で明確に表現し、子供施設を表す低層部のPC版は、明るいグレーの濃淡のタイルにより格子状の壁面とし、巨大壁面をヒューマンなスケールに近づく工夫がされている。またメディア施設を表す高層部のガラスは、ブルーの高性能熱線反射ガラスとし、自然や時の流れ映し出し大空と融合させて軽快感を与える配慮がされている。

## キッズプラザ大阪
1997年7月10日開館。子どもたちが大好きな遊び体験を通して身近なことに新鮮な発見や驚きを感じる、子どものための博物館である。カンテレ扇町スクエアの建物内、1・3・4・5階に入居している。4階・5階の「こどもの街」エリアはオーストリアの芸術家フリーデンスライヒ・フンダートヴァッサーがデザインした。
扇町公園に隣接し、ミラーガラス張りの遊びのあるユニークなデザインは、扇町の一つの顔となっている。屋外にはクライミング用の遊具などが設置されていたが、後に立ち入り禁止となり、2011年（平成23年）3月までに撤去された。遊具跡地は野外カフェとして再整備されている。
- 1階：「どんなもん階」
- 3階：「つくろう階」、ミュージアムショップ「ネバーランド」
- 4階：「あそぼう階」
- 5階：「やってみる階」

この他、地下1階には飲食店のフロアが存在していたが、現在は閉鎖され、跡地は関西テレビの楽屋に改装されている。

## テナント

### オフィス
- ウエストワン（3階）
- メディアプルポ（3階）

## 交通アクセス

### 鉄道
- Osaka Metro堺筋線 扇町駅2号出口からすぐ
- 西日本旅客鉄道（JR西日本）大阪環状線 天満駅下車約3分

### 道路
- 阪神高速12号守口線 扇町出入口・南森町出入口

## 周辺情報
- 北区役所
- 天神橋筋商店街